# Josèp Romanilha
Josèp Romanilha   (Sant Romieg de Provença, 8 d'agost de 1818 - Avinyó, 24 de maig de 1891) fou un escriptor occità. Era professor a Avinyó, i tingué com a deixeble el jove Frederic Mistral. Publicà un recull de poemes, les Margaridetas (1847). El seu paper d'artífex de la renaixença provençal es confirmà amb la fundació del Felibritge, del qual fou un dels màxims impulsors. Fou l'editor de l'Armana Prouvençau, on publicà una sèrie de contes de caràcter moralitzador escrits en un llenguatge fortament saborós (s'editaren el 1883). Reialista i catòlic, concebé la poesia com un culte de les virtuts domèstiques i l'exaltació dels valors tradicionals. Sabé hàbilment posar en escena personatges populars. Algunes de les seves obres, com és ara La campano mountado (1857), es poden llegir encara amb interès i plaer.

## Obres
- La campano mountado (1857)
- Fau i Ana (1877)
- Lis enterre-chin (1872)
- Li conte prouvençau (1883)[3]
- Dideto (1880)
- Lou cascarelet, rondallaire anònim molt dretà, inclòs dins Lis oubreto en proso (1853)

### Traduccions catalanes
- Contes de Provença, traducció de Manel Zabala. Martorell: Adesiara, 2010.[4]